# 阿野町 (豊明市)
阿野町（あのちょう）は、愛知県豊明市の地名。

## 地理
豊明市南部に位置する。東は刈谷市、西は栄町に接する。

### 河川・池沼
- 境川
- 琵琶ヶ池

- 琵琶ヶ池

### 字一覧
この一覧の出典
| 字           | 小学校区 | 中学校区 |
| ------------ | -------- | -------- |
| 稲葉         | 中央小   | 沓掛中   |
| 大島         | 中央小   | 沓掛中   |
| 奥屋         | 中央小   | 沓掛中   |
| 上石田       | 中央小   | 沓掛中   |
| 上畑田       | 中央小   | 沓掛中   |
| 苅外山       | 中央小   | 沓掛中   |
| 小島         | 中央小   | 沓掛中   |
| 三本木       | 中央小   | 沓掛中   |
| 正戸         | 中央小   | 沓掛中   |
| 上納         | 中央小   | 沓掛中   |
| 新切         | 中央小   | 沓掛中   |
| 惣作         | 中央小   | 沓掛中   |
| 違井         | 中央小   | 沓掛中   |
| 出口         | 中央小   | 沓掛中   |
| 寺内         | 中央小   | 沓掛中   |
| 西ノ海戸     | 中央小   | 沓掛中   |
| 西平地       | 中央小   | 沓掛中   |
| 林ノ内       | 中央小   | 沓掛中   |
| 東阿野       | 中央小   | 沓掛中   |
| 平地         | 中央小   | 沓掛中   |
| 明定         | 中央小   | 沓掛中   |
| 池下（一部） | 豊明小   | 豊明中   |
| 藤手         | 豊明小   | 豊明中   |
| 登           | 豊明小   | 豊明中   |
| 坂部         | 豊明小   | 豊明中   |
| 北上ノ山     | 豊明小   | 豊明中   |
| 黒部         | 豊明小   | 豊明中   |
| 大高道       | 豊明小   | 栄中     |
| 昭和         | 豊明小   | 栄中     |
| 茶屋浦       | 豊明小   | 栄中     |
| 長根         | 豊明小   | 栄中     |
| 滑           | 豊明小   | 栄中     |
| 大代         | 豊明小   | 栄中     |
| 池下（一部） | 豊明小   | 栄中     |

## 歴史

### 町名の由来
尾張国地名考によれば、青野が略されたものという。

### 人口の変遷
国勢調査による人口および世帯数の推移。
| 1995年（平成7年）  | 1777世帯 5380人 |  |
| 2000年（平成12年） | 2157世帯 6056人 |  |
| 2005年（平成17年） | 2345世帯 6241人 |  |
| 2010年（平成22年） | 2587世帯 6490人 |  |
| 2015年（平成27年） | 2667世帯 6378人 |  |
| 2020年（令和2年）  | 2832世帯 6353人 |  |

### 沿革
- 1972年（昭和47年） - 豊明町東阿野により、阿野町が成立[2]。
- 1974年（昭和49年） - 一部が三崎町に編入され、新田町と境界変更が行われる[2]。

## 交通
- 国道1号
- 国道23号
- 名鉄名古屋本線豊明駅
- 愛知県道220号阿野名古屋線
- 愛知県道57号瀬戸大府東海線
- 愛知県道240号豊明停車場線
- 伊勢湾岸自動車道

- 豊明駅

## 施設
- 愛知県学校給食総合センター
- 阿野八剱神社
- 愛知豊明花き地方卸売市場
- 豊明市立豊明小学校
- 坂部神明社
- 日本電子工業池下工場
- 日本街路灯製造豊明工場
- 琵琶ケ池水辺公園
- 阿野ふれあい会館

- 阿野八剱神社
- 豊明市立豊明小学校
- 愛知豊明花き地方卸売市場

### WEB
1. ↑  “愛知県豊明市の町丁・字一覧”.   人口統計ラボ. 2024年4月14日閲覧。
2. 1 2  総務省統計局 (2022年2月10日). “令和2年国勢調査の調査結果(e-Stat) - 男女別人口，外国人人口及び世帯数－町丁・字等” (CSV). 2023年8月2日閲覧。
3. ↑  “読み仮名データの促音・拗音を小書きで表記するもの(zip形式) 愛知県” (zip).   日本郵便 (2024年2月29日). 2024年3月26日閲覧。
4. ↑  “市外局番の一覧” (PDF).   総務省 (2022年3月1日). 2022年3月22日閲覧。
5. ↑  “ナンバープレートについて”.   一般社団法人愛知県自動車会議所. 2024年1月21日閲覧。
6. ↑  豊明市教育委員会学校教育課. “小中学校区（住所からさがす）”. 2024年4月14日閲覧。
7. ↑  総務省統計局 (2014年3月28日). “平成7年国勢調査の調査結果(e-Stat) - 男女別人口及び世帯数 －町丁・字等” (CSV). 2021年7月20日閲覧。
8. ↑  総務省統計局 (2014年5月30日). “平成12年国勢調査の調査結果(e-Stat) - 男女別人口及び世帯数 －町丁・字等” (CSV). 2021年7月20日閲覧。
9. ↑  総務省統計局 (2014年6月27日). “平成17年国勢調査の調査結果(e-Stat) - 男女別人口及び世帯数 －町丁・字等” (CSV). 2021年7月21日閲覧。
10. ↑  総務省統計局 (2012年1月20日). “平成22年国勢調査の調査結果(e-Stat) - 男女別人口及び世帯数 －町丁・字等” (CSV). 2021年7月21日閲覧。
11. ↑  総務省統計局 (2017年1月27日). “平成27年国勢調査の調査結果(e-Stat) - 男女別人口及び世帯数 －町丁・字等” (CSV). 2021年7月21日閲覧。

### 書籍
1. 1 2  「角川日本地名大辞典」編纂委員会 1989, p. 1744.
2. 1 2 3  「角川日本地名大辞典」編纂委員会 1989, p. 112.